# Die schwedische Nachtigall
Die schwedische Nachtigall ist ein biografischer Spielfilm aus dem Jahr 1941. Erzählt wird die „Geschichte einer tragischen Liebe des dänischen Märchendichters Hans Christian Andersen (Joachim Gottschalk) zu der gefeierten Sängerin“ Jenny Lind, verkörpert von Ilse Werner. Regie führte Peter Paul Brauer.

## Handlung
Der dänische Märchendichter Hans Christian Andersen lernt eines Tages bei einer Schloss-Aufführung seines Märchens Die Prinzessin und der Schweinehirt das schwedische Gesangstalent Jenny Lind kennen. Überzeugt von ihrem Können, empfiehlt er sie nach Kopenhagen weiter. Mit Hilfe des dänischen Staatsministers Graf Rantzau, der Gefallen an der aparten Schwedin findet, erhält sie Gelegenheit für ein Vorsingen. Schließlich wird sie von der örtlichen Opernschule aufgenommen. Nach einiger Zeit entwickelt sich eine Liaison zwischen dem sehr viel älteren Staatsminister und Jenny. Als Andersen von dem Verhältnis erfährt, zieht er sich zutiefst enttäuscht zurück, liebt er die junge Frau doch ebenfalls. Der zart besaitete Dichter entschließt sich, ein Stipendium anzunehmen und nach Rom zu gehen.
Graf Rantzau will Nägel mit Köpfen machen und macht Jenny Lind einen Heiratsantrag. Da er jedoch von ihr verlangt, ihre Bühnenkarriere an den Nagel zu hängen, lehnt sie diesen Antrag schweren Herzens ab. Anschließend geht sie auf Auslandstournee. Andersen kommt auch in Rom nicht über den Verlust seiner großen Liebe hinweg und verfällt mehr und mehr der Depression. Als Andersen erfährt, dass Jenny sich gegen den Grafen und für ihre Leidenschaft, den Gesang, entschieden hat, ist er wie verwandelt. Er beschließt, nach Kopenhagen zurückzukehren und es noch einmal bei Jenny zu versuchen. Die anfängliche Euphorie der beiden Liebenden weicht rasch der Erkenntnis, dass Jennys wahre Berufung ihr Gesang und die großen Opernbühnen sind. Und auch Andersen muss einsehen, dass er die Kinder dieser Welt nicht enttäuschen und seinem persönlichen Glück nicht den Vorrang vor dem Märchenschreiben geben darf. So trennen sich beide endgültig. Inspiriert von dieser schmerzlichen Erfahrung, schreibt Andersen die Geschichte Des Kaisers Nachtigall. Seinem Märchenmonarchen gleich, muss Hans Christian Andersen erkennen, dass erst in Freiheit die Nachtigall ihren schönsten Gesang entfalten kann.

## Produktionsnotizen
Das Drehbuch orientiert sich an dem am 25. September 1940 uraufgeführten Schauspiel Gastspiel in Kopenhagen von Friedrich Forster-Burggraf.
Die Dreharbeiten zu Die schwedische Nachtigall begannen am 30. September 1940 und wurden am 10. Januar 1941 abgeschlossen. Die Uraufführung fand am 9. April 1941 im Berliner Capitol-Kino statt. In den folgenden zwölf Monaten lief der Film auch in den Niederlanden, Schweden, Finnland und Frankreich an.
Ilse Werners Gesangseinlagen stammen von der Sopranistin Erna Berger. Die im Film zu hörenden Musiktitel sind Das Lied der Nachtigall: Zauberlied der Nacht, Postillon-Lied, Ach du lieber Augustin, Heidenröslein und Sah ein Knab’ ein Röslein steh’n. Die Texte zu den Liedern Franz Grothes stammen von Willy Dehmel. Im Filmprogramm der Terra, das den Hinweis enthält, dass der Film von der Filmprüfstelle unter der Nr. 31771 am 10. Februar 1941 zugelassen worden sei, heißt es, dass Ilse Werner die Verkörperung der Jenny Lind zu dem Zeitpunkt für die schönste Rolle ihres Lebens hielt.
Dies war der letzte Film von Hauptdarsteller Joachim Gottschalk. Im Anschluss an die Dreharbeiten wurde er von Goebbels als Filmschauspieler komplett kaltgestellt, da er sich standhaft weigerte, sich von seiner jüdischen Ehefrau Meta zu trennen.
Ursprünglich war Paul Verhoeven als Regisseur des Films vorgesehen. Doch: Schon nach einigen Tagen übernimmt der Terra-Chef Peter Paul Brauer die Regie. Nachdem ihm vor einigen Monaten die Regie des Prestigeobjektes „Jud Süß“ entgangen war, reißt er nun alle möglichen Erfolg versprechenden Aufgaben an sich. Die leichte Hand eines Paul Verhoeven indes hat dieser Herr Brauer nicht, dafür aber ein Parteiabzeichen, das er unter dem Rockaufschlag trägt. Die Arbeiten an diesem Film ziehen sich quälend lange hin. Der glücklose Regisseur kleinerer Produktionen ist sichtlich überfordert bei der Führung und Koordination dieses großen Projektes.
Die Filmbauten entwarf Robert Herlth und wurden von Heinrich Weidemann ausgeführt. Die Kostüme stammen aus der Hand von Walter Schulze-Mittendorf.
Der Film war finanziell ein großer Erfolg. Die Herstellungskosten beliefen sich auf 1.543.000 RM; bereits im Januar 1942 hatte Die schwedische Nachtigall 3.264.000 RM eingespielt.
Die schwedische Nachtigall erhielt nach der Abnahme des Films durch die Zensur das NS-Prädikat 'künstlerisch wertvoll'.

## Kritik
Die Schweizer Fachpublikation Der Filmberater urteilte: „Der neue Terrafilm läßt uns nun in lebendigen, besinnlichen, kontrastreichen Bildern jene köstliche Biedermeierzeit der 1940–1950er Jahre neu erleben und stellt mitten in dieses Milieu das sympathische Liebespaar Lind-Andersen. […] Ilse Werner spielt mit bezaubernder Anmut die Rolle der ‚schwedischen Nachtigall‘, während Joachim Gottschalk überzeugend und warm den etwas verträumten und verliebten Märchendichter gibt. Der saubere, groß angelegte Film krankt am Unvermögen, die beiden Elemente Spiel und Musik zu einer geschlossenen Einheit zu verbinden, und darum klafft er in seinem Aufbau ein wenig auseinander.“
Das Lexikon des Internationalen Films schrieb: „Romantisches Kostümdrama von zweifelhaftem biografischen Wert.“
Die FAZ kam 1983 nach der Neubetrachtung des Films zum Schluss, Die schwedische Nachtigall sei „eine schlechte Huldigung an den großen Märchenerzähler Hans Christian Andersen“.